# ناحیه ادیسون، شهرستان کاس، داکوتای شمالی
شهرستان ادیسون، بخش کاس، شمال داکوتا (به انگلیسی: Addison Township, Cass County, North Dakota) در ایالات متحده آمریکا است که در داکوتای شمالی واقع شده‌است.

## خصوصیات
شهرستان ادیسون ۹۳٫۴ کیلومترمربع مساحت و ۹۱ نفر جمعیت دارد و ۲۸۱ متر بالاتر از سطح دریا واقع شده‌است.